# Bisdom Udon Thani

Het bisdom (rood) binnen Thailand

Het bisdom Udon Thani (Latijn: Dioecesis Udonthaniensis) is een rooms-katholiek bisdom met als zetel Udon Thani in Thailand. Het is een suffragaan bisdom van het aartsbisdom Thare en Nonseng. Het bisdom werd opgericht in 1969. Hoofdkerk is de Onze-Lieve-Vrouw van Altijddurende Bijstandskathedraal in Udon Thani.
In 2020 telde het bisdom 72 parochies. Het bisdom heeft een oppervlakte van 45.232 km² en omvat de provincies Khon Kaen, Loei, Nongbua Lamphu, Nong Khai en Udon Thani. Het bisdom telde in 2020 19.943 katholieken op een totaal van 5.491.000 inwoners, ongeveer 0,4% van de totale bevolking.
In 1953 werd de apostolische prefectuur Udon Thani opgericht met aan het hoofd de Amerikaanse redemptorist Clarence James Duhart. In 1969 werd het verheven tot bisdom.

## Bisschoppen
- Clarence James Duhart, C.SS.R. (1969-1975)
- George Yod Phimphisan, C.SS.R. (1975-2009)
- Joseph Luechai Thatwisai (2009-)